# 一如
一如（いちにょ）とは、絶対的に同一である真実の姿、という意味の仏教用語である。
「一」は絶対唯一、「如」は真如（tathā）・如同の意で、一異の差別なく平等であることをいう。世間における一切の事物・現象には実相（真実の姿）があり、普遍的に不二同一であることをいう。平たく読めば「一つの如し」となる。一でありつつそれは異なるが、異なりつつもそれはそれは一であるという、真如を弁証法的に表現した語である。
もとは老荘思想の概念であり、万物を生成し存在している真実の相、またその差別相を超越した存在義を意味する。
のちに、本来の仏教用語から派生し、剣禅一如などとも転用されるようになった。